# Codex Coislinianus
De Codex Coislinianus, (Gregory-Aland no. Hp of 015), is een unciaalhandschrift van de Bijbel uit de 6e eeuw.

## Beschrijving
De gehele Codex Coislinianus bestaat uit 41 grote perkamentbladen (30 x 25 cm). Het bevat de brieven van Paulus met lacunes (Rom, Phil en Eph ontbreken).
De Codex representeert de Alexandrijnse tekst (met Byzantijnse invloeden), Kurt Aland plaatste de codex in Categorie III.
De Codex Coislinianus is nu gesplitst in zes ongelijke delen, die elk op andere plaatsen bewaard worden: 22 bladen in Bibliothèque nationale de France (Suppl. Gr. 1074, en Coislin 202) in Parijs, acht bladen in het klooster Megisti Lavra op Athos, drie bladen in Sint-Petersburg, drie bladen in Kiev, drie in Moskou en twee in Turijn.